# Baljci (Ružić)
Baljci su selo u općini Ružić, u Šibensko-kninskoj županiji.

## Zemljopis
Selo se prostire od padina planine Svilaje do rijeke Čikole koja teče Petrovim poljem. U SFR Jugoslaviji Baljci su pripadali općini Drniš, a danas su u općini Ružić.

## Stanovništvo
Prema popisu stanovništva iz 1991. godine, Baljci su imali 470 stanovnika, 453 Srba, 13 Hrvata 4 ostalih. 
| broj stanovnika | 549   | 420   | 443   | 490   | 489   | 541   | 562   | 690   | 625   | 649   | 617   | 633   | 641   | 470   | 2     | 3     | 8     |
|                 | 1857. | 1869. | 1880. | 1890. | 1900. | 1910. | 1921. | 1931. | 1948. | 1953. | 1961. | 1971. | 1981. | 1991. | 2001. | 2011. | 2021. |

## Uprava
Nalazi se u sastavu općine Ružić.

## Povijest
Istraživanjem je dokazano da je čovjek boravio na području Baljaka i cijelog Petrova Polja to jest drniške krajine još prije 18 000 godina, te da su mu pećine služile kao privremeni zaklon, pogodan zbog blizine Čikole, u stalnoj potrazi za lovinom.
O postojanju života u doba prelaska brončanog u rano željezno doba govore nam lokaliteti kod Baline glavice (oko koje se kasnije razvio rimski Municipium Magnum), grobni humak u Donjim Kričkama, te pećina u Podumcima.
Većina gradina na ovom području potječe s početka starijeg željeznog doba (1000. – 500. prije Krista), od kojih svakako možemo izdvojiti Gradinu iznad Baljaka blizu Jošića Grede, Balinu Glavicu,tragove gradine u Kadinoj Glavici, gradina na području Tepljuha (pretpostavlja se kasniji lokalitet Promone), nad Badnjom Andabakina gradina i utvrđeno zdanje Kalun. Prodiranje Rimljana u ove krajeve donosi utvrđivanje u rimska naselja Magnum (Balina Glavica), Promona (vjerojatno Tepljuh), te Burnum iznad Manojlovačkih Slapova.
Lokaliteti koji svjedoče o rimskoj povijesti su ostaci vodovoda na Promini, nedaleko od izvora Točak, te vodovod u Petrovu Polju, na brdu Trlabetuša, kao i rimski sarkofag pronaden u Varoši.
Selo je bilo važno velikosrpsko uporište u Domovinskom ratu iz kojeg su napadana okolna naselja.

## Spomenici i znamenitosti
- U Baljcima se nalazi pravoslavna crkva Sv. Ivana Krstitelja iz 1730. godine.
- Grkokatolička crkva pokrenula je inicijativu za obnovu i konzerviranje crkve Preobraženja Gospodinova, jednog od najvrjednijih spomenika kulture ne samo u Baljcima nego i u cijeloj Drniškoj krajini.[4]

## Poznate osobe
- Dragan Tarlać, bivši košarkaš Chicago Bulls u NBA-i.
- Milorad Bibić Mosor, novinar i publicist